# واشي (ورق)
الواشي (和紙) هو ورق ياباني تقليدي. تأتي كلمة «واشي» من كلمة وا وتعني «ياباني» وشي تعني كلمة «ورق». يستخدم المصطلح لوصف الورق الذي يستخدم الألياف المحلية، تتم معالجته يدويًا بالطريقة التقليدية. ويتم تصنيعه باستخدام ألياف من اللحاء الداخلي لشجرة غامبي [الإنجليزية]، أو شجيرة ميتسوماتا [الإنجليزية]، أو شجيرة التوت (kōzo). وباعتبارها حرفة يابانية، يتم تسجيلها كتراث ثقافي غير مادي لليونسكو.

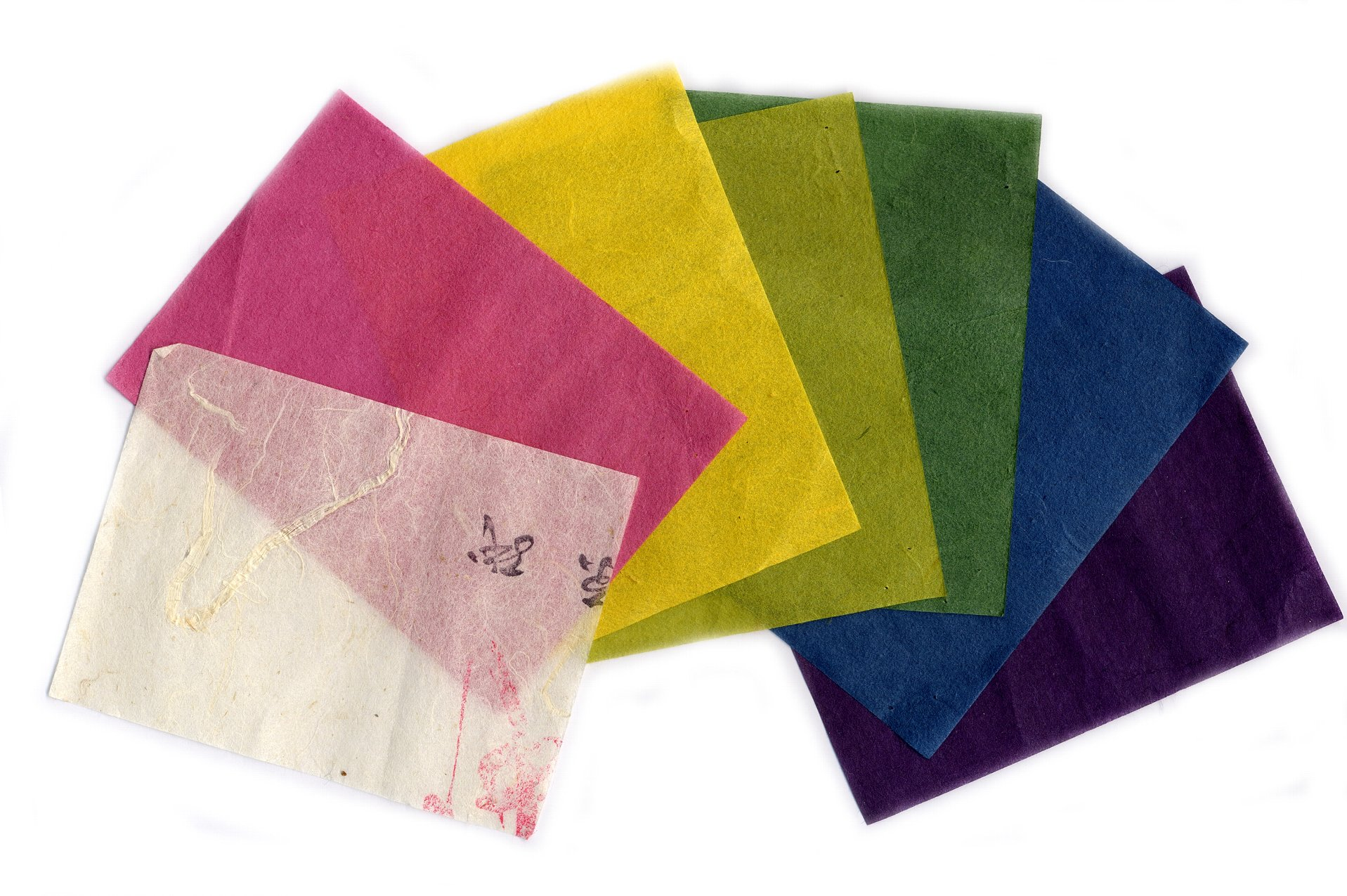
سوغيهاراغامي (杉原 紙)، وهو نوع منالواشي

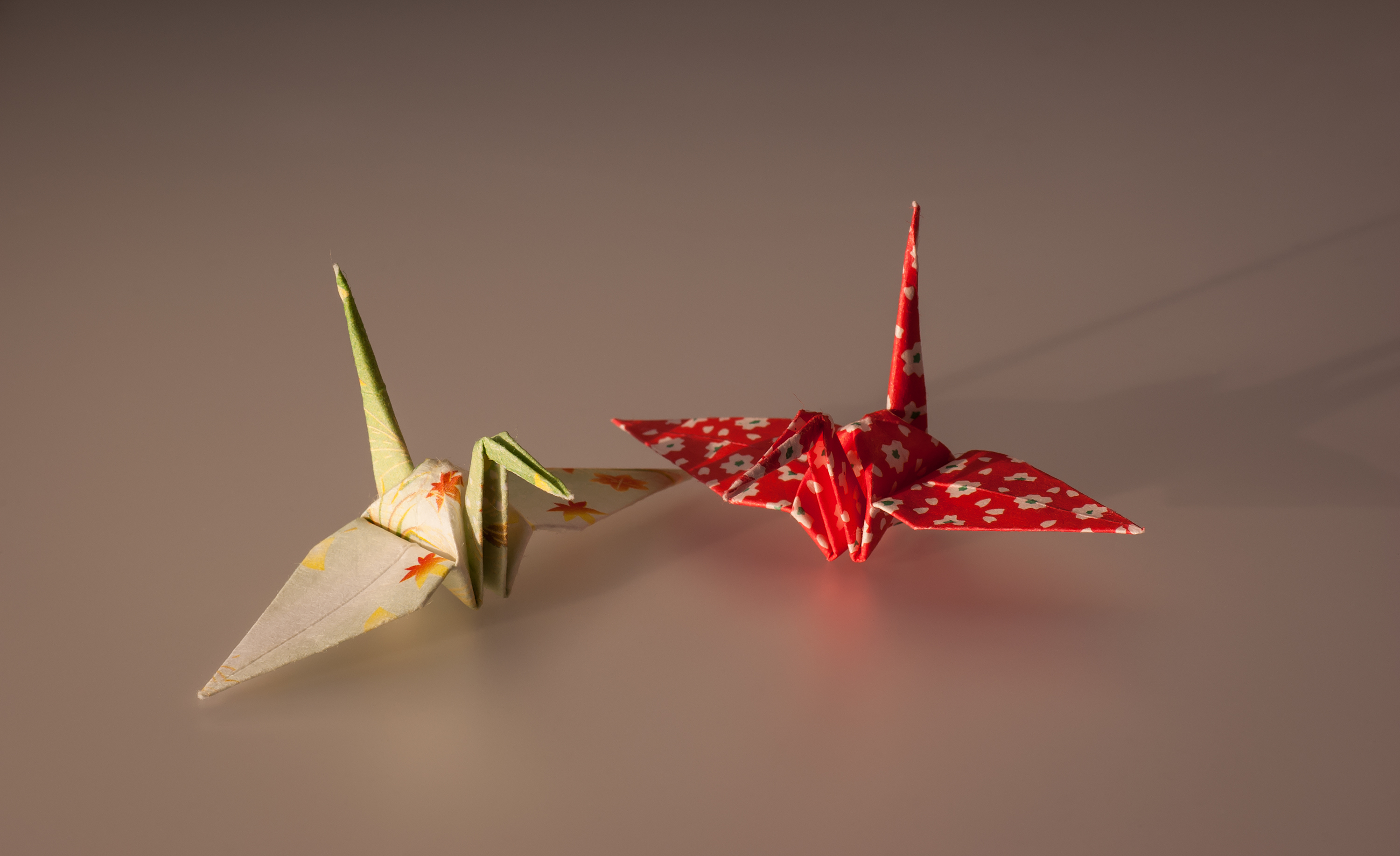
أوريغامي لطائر الكركي من ورق الواشي

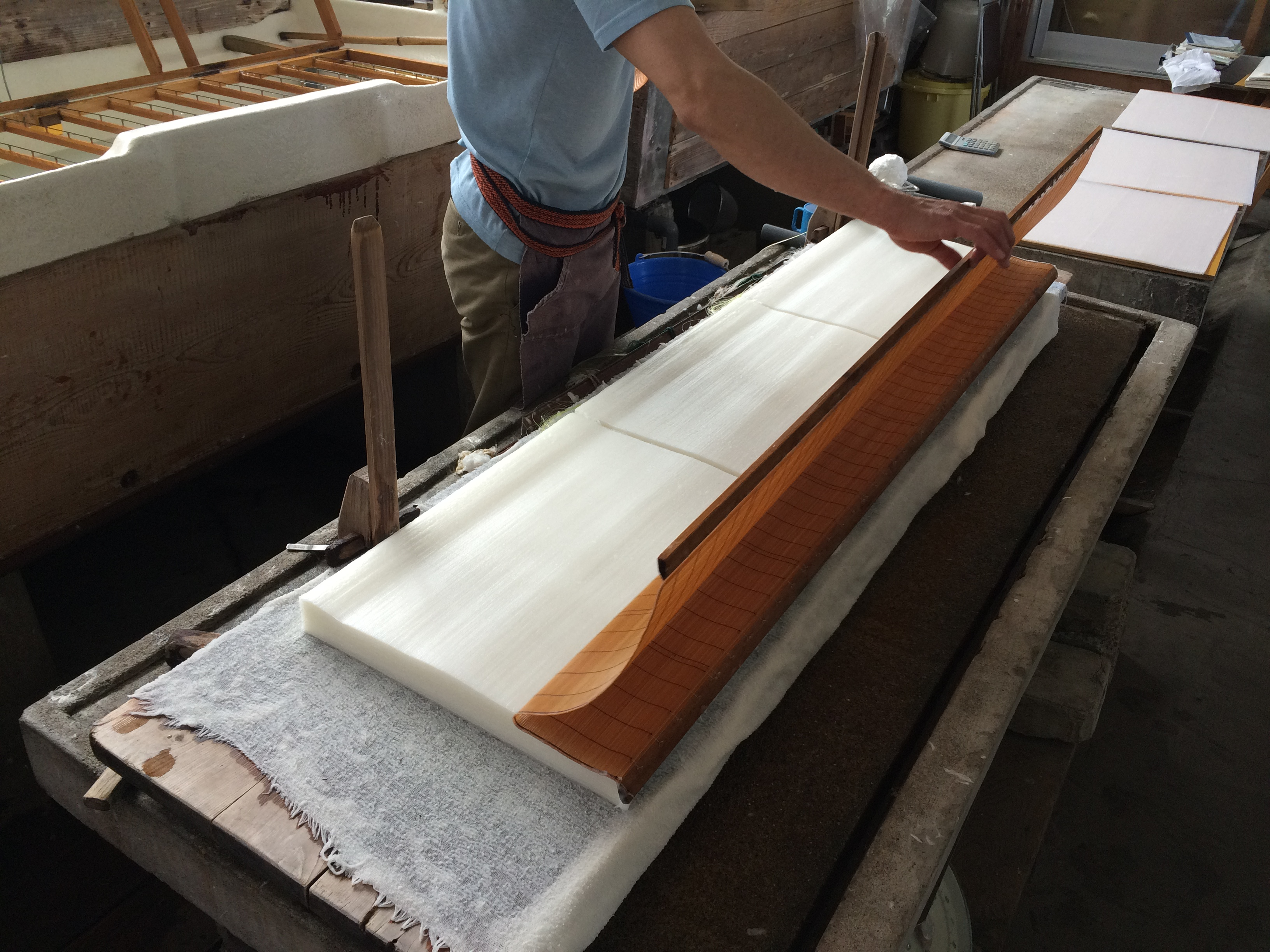
مثال على صنع الواشي في إيسه، مقاطعة ميه.

الواشي أكثر متانة من الورق العادي المصنوع من لب الخشب، ويستخدم في العديد من الفنون التقليدية. حيث يتم صنع كل من الأوريغامي وشودو أوكيو-إه من ورقالواشي. ويُستخدم أيضًا في صناعة مختلف السلع اليومية مثل الملابس والسلع المنزلية والألعاب، بالإضافة إلى الملابس والأشياء الطقوسية لكهنة لشينتو وتماثيل بوذا. حتى أنها كانت تستخدم في صنع أكاليل الزهور التي أعطيت للفائزين في أولمبياد شتاء 1998 للمعاقين. كما تستخدم عدة أنواع من هذا الورق في حفظ وإصلاح الكتب، والتي يشار إليها مجتمعة باسم الأنسجة اليابانية.

## الأنواع
بالمعالجة الكافية، يمكن تحويل أي عشب أو شجرة تقريبًا إلى ورق واشي: Gampi ،mitsumata أو شجر التوت البري هي ثلاثة مصادر شائعة.

## الاستعمال
حتى أوائل القرن العشرين، كان اليابانيون يستخدمون الواشي في التطبيقات التي تستخدم حاليًا ورق الزينة الغربي أو مواد أخرى. هذا جزئيًا لأن الواشي كان النوع الوحيد من الورق المتاح في اليابان في ذلك الوقت، وأيضا لأن الخصائص الفريدة للواشي جعلته مادة أفضل. وتشمل الاستخدامات المختلفة لـه:

### الفن
- Chiyogami - نوع من ورق استنسلي أو ورق الطباعة ذو تصميمات يابانية تقليدية
- اكيبانا - فن تنسيق الزهور، المعروف أيضًا باسم كادو.
- المطبوعات النافثة للحبر
- Kami-ito - ورق واشي من ألياف ناعمة مغزولة في الخيط.
- Katazome - طريقة لصباغة الأقمشة باستخدام معجون مقاوم.
- Kitemaking.
- Mokuhanga - فن الطباعة على الخشب الياباني.
- نيهونغا لوحات يابانية.
- أوريغامي - الفن الياباني لطي الورق.
- الطباعة
- نحت
- خياطة
- Shibori - عدة طرق لصباغة القماش بنمط.
- Shifu واشي يتم نسجه في خيوط (kami-ito) ومنسوج في قماش
- شودو - فن الخط الياباني
- سومييه - الفن الياباني لغسل الحبر.
- Sumingashi - الفن الياباني من رخام الورق
- أوكييو-إه - نوع من المطبوعات الخشبية اليابانية.
- بيض الواشي - تغطية البيض بورقة واشي.
- شيجيرييه - استخدام الواشي للرسم.

### الملابس
- كوسبلاي
- كيمونو
- أوبي
- زوري

### الطبخ
- تمبورا [بحاجة لتوضيح]

### أثاث المنزل
- وسادة
- فوتون
- شوجي

### أشياء أخرى
- أكياس
- صندوق البنتو
- Harae -Gushi، العصا المستخدمة في طقوس التطهير من قبل قساوسة الشنتو.
- الأوراق النقدية اليابانية
- المخاريط مكبر الصوت
- Ofuda لشينتو
- الصحون
- نماذج مصغرة
- ألعاب الأطفال
- المظلات
- الطبع

### المناسبات والأحداث
- المهرجانات اليابانية
- السومو

### الأسلحة
- بالونات النار

## المصنعين
- غوندو غامي (أكيرونو، طوكيو)
- أوا واشي (توكوشيما)
- ايتشو واشي (توياما)
- ايشيزن واشي (ايشيزن، فوكوي)
- إيسه واشي (إيسه، ميه)
- مينو واشي (جيفو)
- سيكيسيو واشي (هامادا، شيمانه)
- سوجيهارا غامي (تاكا، هيوغو)
- توسا واشي (كوتشي)
- يامي واشي (فوكوكا)
- أوشياما غامي (إياما، ناغانو)